# Coppa J.League 2025
La J.League Cup 2025 (2025年のJリーグカップ?), denominata Coppa J.League YBC Levain (2025 JリーグYBCルヴァンカップ?) per ragioni di sponsorizzazione, è la trentatreesima edizione della Coppa di Lega nipponica di calcio. La competizione è iniziata il 20 marzo 2025 e terminerà nell'ottobre successivo con la finale.
La squadra campione in carica è il Nagoya Grampus.

## Formula
Alla competizione prendono parte tutte le squadre di J1, J2 e J3 League. Il torneo si divide in tre fasi distinte: turni preliminari, play-off e fase finale.

### Turni preliminari
A questa fase prendono parte 55 squadre, escludendo le tre partecipanti alla AFC Champions League Elite 2024-2025 (Kawasaki Frontale, Yokohama F·Marinos e Vissel Kōbe) e una squadra partecipante alla Coppa del mondo per club FIFA 2025 (Urawa Reds) che hanno ottenuto la qualificazione diretta alla fase finale. 
Le squadre sono divise in sette gruppi ed ognuno di essi gioca una competizione ad eliminazione diretta, in modo da ottenere 7 squadre che ottengono l'accesso ai play-off, dove anche il Sanfrecce Hiroshima si unisce alla competizione. Il sorteggio per i turni preliminari è effettuato in base ai piazzamenti ottenuti dalle squadre nella stagione 2023. Come regola generale, le squadre appartenenti alla divisione inferiore giocano la gara in casa; in caso di incontro tra due squadre della stessa divisione, la peggior piazzata delle due nella stagione 2023 ospita la gara. In caso di pareggi sono previsti tempi supplementari e rigori.
| Gruppo | Squadre                 | Squadre                  | Squadre                    | Squadre                   | Squadre                 | Squadre                     | Squadre                     | Squadre                      |
| ------ | ----------------------- | ------------------------ | -------------------------- | ------------------------- | ----------------------- | --------------------------- | --------------------------- | ---------------------------- |
| 1      | Machida Zelvia (3° J1)  | Yokohama FC (2° J2)      | Fagiano Okayama (5° J2)    | Fujieda MYFC (13° J2)     | Ventforet Kofu (14° J2) | Giravanz Kitakyushu (7° J3) | Gifu (8° J3)                | -                            |
| 2      | Gamba Osaka (4° J1)     | Shimizu S-Pulse (1° J2)  | Júbilo Iwata (18° J1)      | Roasso Kumamoto (12° J2)  | Mito HollyHock (15° J2) | FC Osaka (6° J3)            | Sagamihara (9° J3)          | Kochi Utd (2° JFL)           |
| 3      | Kashima Antlers (5° J1) | Kashiwa Reysol (17° J1)  | Consadole Sapporo (19° J1) | Renofa Yamaguchi (11° J2) | Oita Trinita (16° J2)   | Fukushima Utd (5° J3)       | Azul Claro Numazu (13° J3)  | Tochigi City (1° JFL)        |
| 4      | Tokyo Verdy (6° J1)     | Albirex Niigata (16° J1) | Sagan Tosu (20° J1)        | Blaublitz Akita (10° J2)  | Ehime (17° J2)          | Matsumoto Yamaga (4° J3)    | Vanraure Hachinohe (11° J3) | Nagano Parceiro (18° J3)     |
| 5      | FC Tokyo (7° J1)        | Shonan Bellmare (15° J1) | Nagano Parceiro (3° J2)    | Iwaki (9° J2)             | RB Omiya Ardija (1° J3) | Thespa Gunma (20° J2)       | Zweigen Kanazawa (12° J4)   | Nara Club (17° J3)           |
| 6      | Cerezo Osaka (10° J1)   | Kyoto Sanga (14° J1)     | Montedio Yamagata (4° J2)  | Tokushima Vortis (8° J2)  | Imabari (2° J3)         | Kagoshima Utd (19° J2)      | Gainare Tottori (13° J3)    | Kamatamare Sanuki (16° J3)   |
| 7      | Nagoya Grampus (1° J1)  | Avispa Fukuoka (12° J1)  | Vegalta Sendai (6° J2)     | JEF United (7° J2)        | Kataller Toyama (3° J3) | Tochigi (18° J2)            | Ryūkyū Okinawa (14° J3)     | Tegevajaro Miyazaki (15° J3) |

### Play-off
Alle 7 squadre qualificate si unisce il Sanfrecce Hiroshima in un turno ad eliminazione diretta, con partite di andata e ritorno. Le quattro vincenti dei play-off accedono alla fase finale.

### Fase finale
Le quattro vincenti dei play-off e le quattro squadre entranti in questa fase giocano un torneo ad eliminazione diretta con gare di andata e ritorno (eccezion fatta per la finale, disputata in gara singola).

## Calendario
Il calendario è stato annunciato il 20 dicembre 2024.
| Fase        | Turno            | Incontri      |
| ----------- | ---------------- | ------------- |
| Preliminare | Primo turno      | 20-26 marzo   |
| Preliminare | Secondo turno    | 9-16 aprile   |
| Preliminare | Terzo turno      | 21 maggio     |
| Play-off    | Play-off         | 4-8 giugno    |
| Fase finale | Quarti di finale | 3-7 settembre |
| Fase finale | Semifinali       | 10-12 ottobre |
| Fase finale | Finale           | --            |

## Turni preliminari

### Gruppo 1
| Squadra 1           | Risultato       | Squadra 2       |
| ------------------- | --------------- | --------------- |
| Primo turno         |                 |                 |
| Ventforet Kofu      | 2 – 1           | Fujieda MYFC    |
| Gifu                | 0 – 2           | Yokohama FC     |
| Giravanz Kitakyushu | 1 – 0           | Fagiano Okayama |
| Secondo turno       |                 |                 |
| Ventforet Kofu      | 0 – 1           | Machida Zelvia  |
| Giravanz Kitakyushu | 1 - 2           | Yokohama FC     |
| Terzo turno         |                 |                 |
| Yokohama FC         | 1 – 1 (3-1 dtr) | Machida Zelvia  |

### Gruppo 2
| Squadra 1      | Risultato   | Squadra 2       |
| -------------- | ----------- | --------------- |
| Primo turno    |             |                 |
| Kochi Utd      | 1 – 2       | Gamba Osaka     |
| Mito HollyHock | 1 – 0       | Roasso Kumamoto |
| Sagamihara     | 1 – 3       | Shimizu S-Pulse |
| FC Osaka       | 1 – 2       | Júbilo Iwata    |
| Secondo turno  |             |                 |
| Mito HollyHock | 0 – 1 (dts) | FC Osaka        |
| Júbilo Iwata   | 2 - 1       | Shimizu S-Pulse |
| Terzo turno    |             |                 |
| Júbilo Iwata   | 2 – 1 (dts) | FC Osaka        |

### Gruppo 3
| Squadra 1         | Risultato       | Squadra 2         |
| ----------------- | --------------- | ----------------- |
| Primo turno       |                 |                   |
| Tochigi City      | 0 – 1           | Kashima Antlers   |
| Oita Trinita      | 2 – 3           | Renofa Yamaguchi  |
| Azul Claro Numazu | 0 – 1           | Kashiwa Reysol    |
| Fukushima Utd     | 6 – 3 (dts)     | Consadole Sapporo |
| Secondo turno     |                 |                   |
| Renofa Yamaguchi  | 1 – 1 (5-3 dtr) | Kashima Antlers   |
| Fukushima Utd     | 2 - 3           | Kashiwa Reysol    |
| Terzo turno       |                 |                   |
| Renofa Yamaguchi  | 0 – 2           | Kashiwa Reysol    |

### Gruppo 4
| Squadra 1          | Risultato       | Squadra 2       |
| ------------------ | --------------- | --------------- |
| Primo turno        |                 |                 |
| Nagano Parceiro    | 0 – 0 (4-5 dtr) | Tokyo Verdy     |
| Ehime              | 0 – 2           | Blaublitz Akita |
| Vanraure Hachinohe | 1 – 1 (2-4 dtr) | Albirex Niigata |
| Matsumoto Yamaga   | 1 – 0 (dts)     | Sagan Tosu      |
| Secondo turno      |                 |                 |
| Blaublitz Akita    | 1 – 2 (dts)     | Tokyo Verdy     |
| Matsumoto Yamaga   | 0 - 2           | Albirex Niigata |
| Terzo turno        |                 |                 |
| Albirex Niigata    | 0 – 2           | Tokyo Verdy     |

### Gruppo 5
| Squadra 1        | Risultato       | Squadra 2        |
| ---------------- | --------------- | ---------------- |
| Primo turno      |                 |                  |
| Nara Club        | 0 – 1           | FC Tokyo         |
| RB Omiya Ardija  | 3 – 3 (7-6 dtr) | Iwaki            |
| Zweigen Kanazawa | 0 – 1           | Shonan Bellmare  |
| Thespa Gunma     | 1 – 4           | V-Varen Nagasaki |
| Secondo turno    |                 |                  |
| RB Omiya Ardija  | 1 – 3 (dts)     | FC Tokyo         |
| V-Varen Nagasaki | 1 - 2 (dts)     | Shonan Bellmare  |
| Terzo turno      |                 |                  |
| Shonan Bellmare  | 1 – 0           | FC Tokyo         |

### Gruppo 6
| Squadra 1         | Risultato   | Squadra 2         |
| ----------------- | ----------- | ----------------- |
| Primo turno       |             |                   |
| Kamatamare Sanuki | 1 – 5       | Cerezo Osaka      |
| Imabari           | 2 – 1       | Tokushima Vortis  |
| Gainare Tottori   | 0 – 2       | Kyoto Sanga       |
| Kagoshima Utd     | 0 – 2       | Montedio Yamagata |
| Secondo turno     |             |                   |
| Imabari           | 3 – 4 (dts) | Cerezo Osaka      |
| Montedio Yamagata | 0 - 1       | Kyoto Sanga       |
| Terzo turno       |             |                   |
| Kyoto Sanga       | 1 – 4       | Cerezo Osaka      |

### Gruppo 7
| Squadra 1           | Risultato       | Squadra 2      |
| ------------------- | --------------- | -------------- |
| Primo turno         |                 |                |
| Tegevajaro Miyazaki | 0 – 3 (dts)     | Nagoya Grampus |
| Kataller Toyama     | 4 – 2           | JEF United     |
| Ryūkyū              | 0 – 2           | Avispa Fukuoka |
| Tochigi             | 0 – 0 (4-3 dtr) | Vegalta Sendai |
| Secondo turno       |                 |                |
| Kataller Toyama     | 1 – 1 (6-5 dtr) | Nagoya Grampus |
| Tochigi             | 1 - 2           | Avispa Fukuoka |
| Terzo turno         |                 |                |
| Kataller Toyama     | 1 – 2           | Avispa Fukuoka |

## Play-off
Ai play-off prendono parte le sette vincenti del turno preliminare e il Sanfrecce Hiroshima. Il sorteggio si è tenuto il 21 maggio 2025.
| Squadra 1       | Totale          | Squadra 2           | Andata | Ritorno |
| --------------- | --------------- | ------------------- | ------ | ------- |
| Tokyo Verdy     | 1 - 5           | Kashiwa Reysol      | 0 - 3  | 1 - 2   |
| Shonan Bellmare | 2 - 1           | Júbilo Iwata        | 2 - 0  | 0 - 1   |
| Cerezo Osaka    | 4 - 5 (dts)     | Yokohama FC         | 4 - 1  | 0 - 4   |
| Avispa Fukuoka  | 2 - 2 (3-4 dtr) | Sanfrecce Hiroshima | 1 - 0  | 1 - 2   |